# Karta (Tulang Bawang Udik)
Karta is een bestuurslaag in het regentschap Tulang Bawang Barat van de provincie Lampung, Indonesië. Karta telt 4232 inwoners (volkstelling 2010).